# José Manuel Colmenero
José Manuel Colmenero Crespo (* 29. November 1973 in Gijón) ist ein ehemaliger spanischer Fußballspieler, der für Hannover 96 zu einem Bundesligaeinsatz kam.

## Karriere
Colmenero begann seine Fußballlaufbahn beim SD Llano, von wo er über Ribadesella CF zu Sporting Gijón wechselte. Für Gijón kam er von 1993 bis 1996 zu 85 Spielen in der spanischen Tercera División, in denen er 13 Tore schoss und zu zwölf Spielen in der Primera División. In der Saison 1996/97 spielte er für RCD Mallorca, wo er zu 34 Einsätzen kam. Danach kehrte er für zwei Saisonen nach Sporting Gijón zurück. Bis 1999 kam er dort zu weiteren 50 Einsätzen und einem Tor. 1999 wechselte er zu Deportivo La Coruña, von wo er noch in derselben Saison ohne Einsatz für die Galicier an den SD Compostela abgegeben wurde. Dort kam er in 11 Einsätzen zu einem Tor. Im Jahr 2000 wechselte er zum CD Numancia, wo er in 28 Einsätzen fünf Tore schoss. In der Saison 2001/02 stand er wieder bei Deportivo La Coruna unter Vertrag.
Im September 2002 wechselte Colmenero von Deportivo La Coruña zu Hannover 96, wo er in der Saison 2002/03 ein Bundesligaspiel bestritt. Bereits zum Jahresbeginn 2003 wechselte er wieder in die Segunda División zu Polideportivo Ejido. Dort kam er in 14 Spielen zum Einsatz. 2003 wechselte Colmenero zum FC Elche und 2004 zum FC Pontevedra in die spanische Segunda División. Danach spielte er in der Saison 2005/06 für UD Marbella, bis 2009 für CD Roquetas und ab 2009 für Club Marino Lucano.